# 브런치

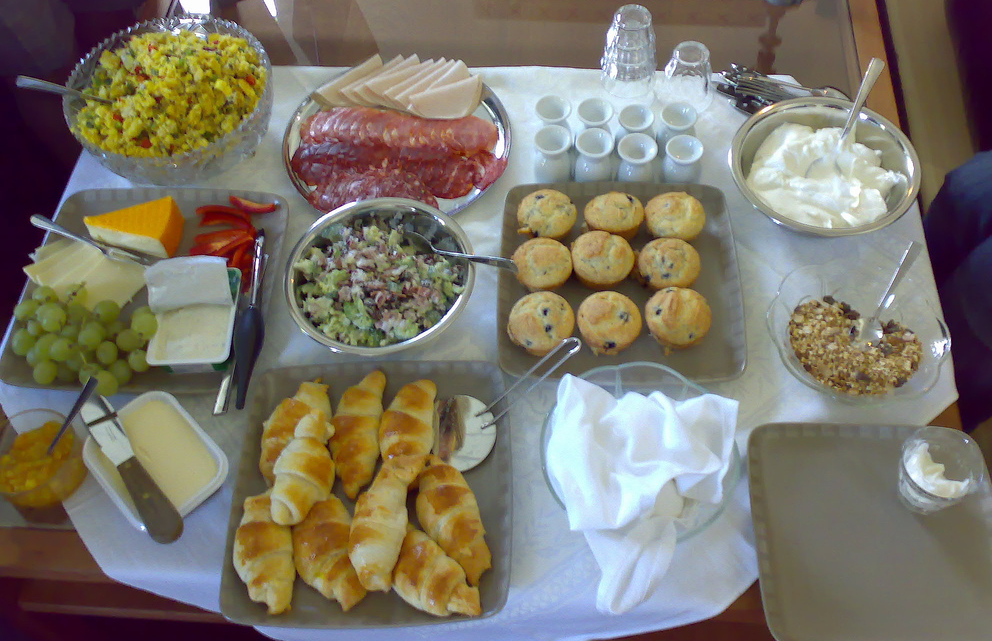
브런치 요리

브런치(영어: brunch)는 아침 식사와 점심 식사를 대신하여 그 시간 사이에 먹는 식사를 말한다. 서구에서는, 대개 샴페인이나 칵테일을 곁들인다. 영어 단어 brunch(브런치)는 "breakfast"(브렉퍼스트)와 "lunch"(런치)의 혼성어이다.

## 용어
1896년 옥스퍼드 영어 사전의 부록은 펀치 잡지를 인용하는데, 이 잡지는 헌터스 위클리(Hunter's Weekly)의 작가 가이 베린저(Guy Beringer)의 기사 "Brunch: A Plea"에서 "Saturday-night carousers"의 일요일 식사를 설명하기 위해 1895년 영국에서 이 용어가 만들어졌다고 썼다.

## 종류
서양식 브런치 메뉴는 일반적인 아침식사 메뉴인 샌드위치, 베이컨, 스크램블 에그(그 밖에 계란 프라이나 삶은 계란), 토스트, 와플, 팬케이크, 소시지, 감자튀김, 샐러드, 라즈베리 등과 일부 점심 메뉴가 섞인 형태로 제공되며, 에그 베네딕트와 같이 브런치로만 먹는 음식도 존재한다.

## 나라별 표현
한국어로는 아침 겸 점심, 줄여서 아점이라고 부르기도 한다.
중국어 자오우판(早午饭)은 브런치로 설명되는데 여기서 자오판(早饭)은 아침식사를, 우판(午饭)은 점심을 의미한다.

## 같이 보기
- 두 번째 아침